# Zodarion timidum
Zodarion timidum là một loài nhện trong họ Zodariidae.
Loài này thuộc chi Zodarion. Zodarion timidum được Eugène Simon miêu tả năm 1874.